# フォークランド諸島

フォークランド諸島
Falkland Islands

フォークランド諸島（フォークランドしょとう、英語: Falkland Islands、the Falklands）は、南大西洋上にあるイギリス領の諸島。1833年からイギリスが実効支配し続け、現在に至る。スペイン語名ではマルビナス諸島（Islas Malvinas）。諸島の領有を主張するアルゼンチンとイギリスとの間で、1982年にフォークランド紛争が勃発した。主都はスタンリー（またはポート・スタンリー、アルゼンチン名はプエルト・アルヘンティーノ）。人口3,398人（2016年調査）。通貨にフォークランド諸島ポンドとイギリスポンドの両通貨が使われている。

## 歴史

### 探検と調査
ヨーロッパ人で最初に島を発見したのは、1520年のフェルナン・デ・マガリャンイス（マゼラン）の航海中にはぐれた船団の内の一つ、エステバン・ゴメスの船によるものだとされている。しかしイギリス政府によると、イングランドの探検家ジョン・デイヴィスによって記録がなされたのは、1592年のことであり、これが現在のイギリスの領有権主張の根拠となっている。当時は無人島だったが、近年木製のカヌーが発見され、フエゴ島の先住民に既に発見されていたという説が有力視されている。
1598年、オランダのセバルト・デ・ウェールト（Sebald de Weert）がこの島を訪れた。このため、当時オランダではこの島をセバルト島と呼び、19世紀にはこの名が記載された地図がオランダで作られている。フォークランドという名は、1690年に東フォークランド島と西フォークランド島の間の海峡を航海したイギリスの船長ジョン・ストロングの命名による。彼は、航海の援助をしてくれた海軍の第5代フォークランド子爵アンソニー・ケアリー（1659年 - 1694年）の爵位名にちなんで命名を行った。

### フランスとイギリスの争い

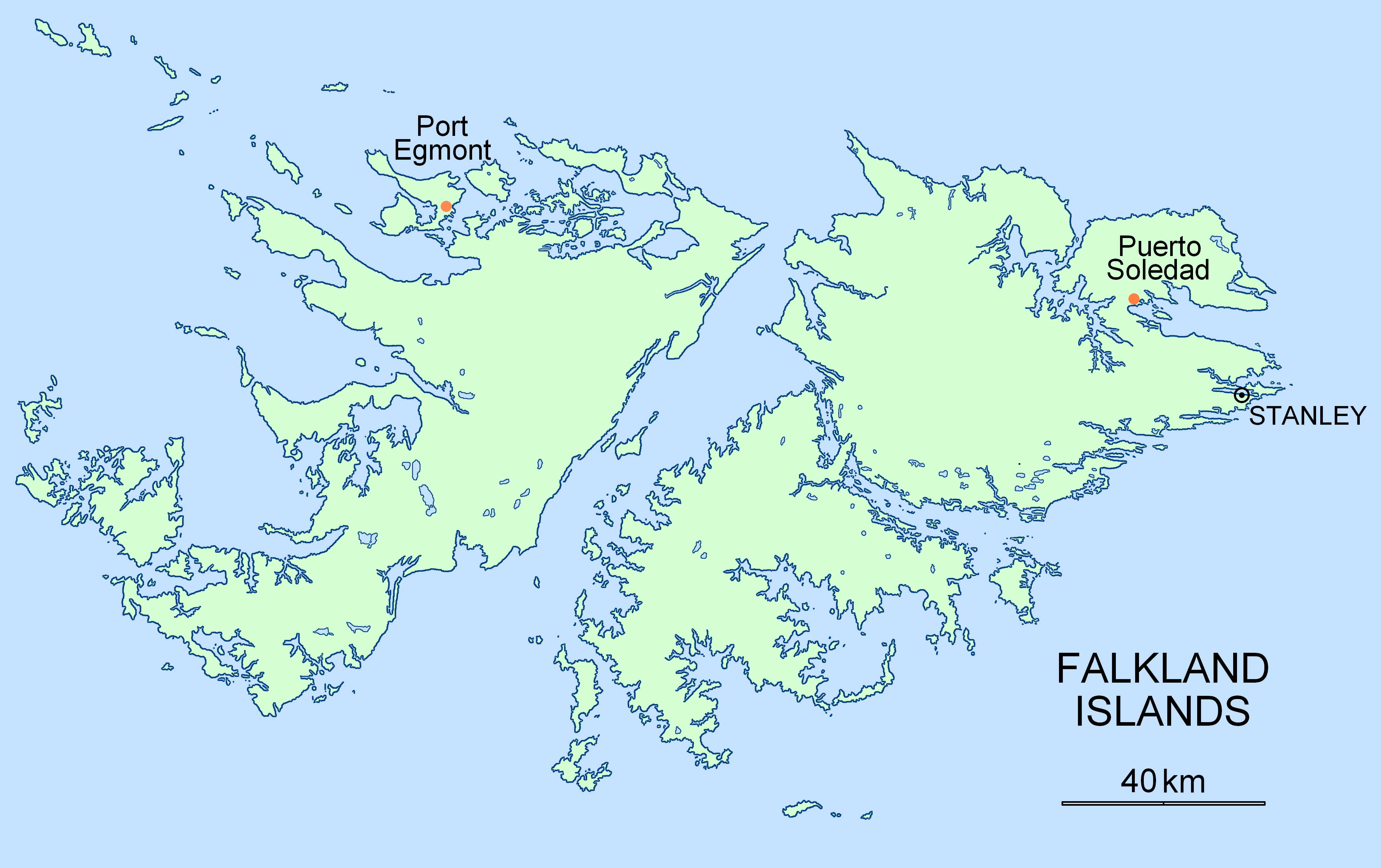
エグモントとソレダードの位置

1764年にフランスが東フォークランドにあるバークレー湾の入り江に入植し、後にポール・サン・ルイ (Port St. Louis) と名づけられた。また、この諸島全体についても、フランス側の出港地だったサン・マロにちなんで、マルイーヌ諸島（Îles Malouines）と名付け、スペイン語名称のマルビナス諸島（Islas Malvinas）の起源となる。1765年、フランスとは別にイギリスの艦長ジョン・バイロンが東フォークランドのサン・ルイに気づかないまま、西フォークランドにあるソーンダース島の港にポート・エグモント (Port Egmont) と名づけ、諸島のイギリス領有を主張した。フランスとイギリスによる植民地拡大の背景には七年戦争など両国の対立関係が存在し、両国にとって争いは不毛だったが、戦略上重要な領有権を獲得するために派遣できる艦隊を保有していた。
1767年、フランスがフォークランド諸島から金銭と引き換えに撤退することに、スペインと同意した。ボルボン朝スペインが領有を宣言すると、サン・ルイをプエルト・ソレダ (Puerto Soledad) と改名し、ドン・フェリペ・ルイス・プエンテが総督になった。1770年にはブエノスアイレスからフリゲートに海兵隊を乗艦させ、ポート・エグモントに上陸し、兵力で劣るイギリス軍は降伏した。
フランスの支援を受けられなかったスペインと北アメリカで高まっていた緊張（アメリカ独立戦争）に備えていたイギリスは戦争を避け、1774年には西フォークランド島の居住を認められる代償として、スペインの領有権を認める。領有権の放棄こそしなかったがエグモントのイギリス軍は1776年に解散した。1811年には南アメリカでの独立運動とイギリスの圧力を受け、スペインの移民もフォークランド諸島から撤退したが、スペインも領有権の主張は維持した。スペインが撤退した後は、アメリカとイギリスの軍艦や捕鯨船が悪天候時の避難港として頻繁に島を利用した。

### アルゼンチンの介入
1820年にアメリカで私掠船の船長をしていたデイヴィッド・ジューエットの指揮下で、リオ・デ・ラ・プラタ連合州（後のアルゼンチン）のフリゲート・エロイナ (Heroína) がソレダードに到着し、アルゼンチンは諸島の領有と主権を宣言した。諸島は旧スペイン植民地だったため、旧スペイン植民地の4つの副王領のうち、パタゴニアに最も近かった旧リオ・デ・ラ・プラタ副王領の一部として独立に際して主権も受け継いだと、ポルテーニョ達には考えられたからであった。
連合州当局は、諸島周辺のイギリス帝国およびアメリカ合衆国のアシカ漁船に対して警告を発するが、無視される。1823年にはラ・プラタ連合州がホルヘ・パチェコ (Jorge Pacheco) とルイス・ベルネト (Luis Vernet) に漁業権を与えた。翌年に2人はフォークランド諸島に向かったが、探検は失敗を重ね、パチェコは諦めてしまった。
1828年、植民地の樹立に成功することを条件に、東フォークランドとその資源がベルネトへ与えられた。当時、アルゼンチンに中央政府は存在しなかったため、ブエノスアイレス州知事フアン・マヌエル・デ・ロサスが基本法に基づいて外交権（と事実上の全土の行政権）を行使していたが、1829年にはアルゼンチン当局は島の知事にベルネトを任命し、アザラシの狩猟権も与えられた。これに対して駐ブエノスアイレス英国領事が抗議を行った。
ロサスは諸島周辺で操業していた捕鯨業者に、船籍を問わず鯨1トンごとに一律5ペソの税金を課することを決定した。しかし、アメリカ船3隻がこの支払いを拒否し、この漁業権紛争により、アルゼンチン当局がアメリカ船舶の船長を逮捕した。
駐ブエノスアイレス合衆国領事は本国に報復を訴え、アメリカはサイラス・ダンカンをスループ・レキシントン号の艦長に据え、海兵隊をフォークランド諸島に派遣した。レキシントン号はソレダードを襲撃すると住民を連行し、植民地の状態が良好ではないことを報告した。しかしその代償は大きく、合衆国領事はロサスによって追放されることになる。アンドリュー・ジャクソン合衆国大統領はこの措置に対して、さらに報復を行うことも考えたが、結局この問題に対してこれ以上深入りするのを避けることにした。
ビーグル号での航海の最中にフォークランド諸島を訪れたチャールズ・ダーウィンも、植民地の悲惨な状態を報告したが、それがレキシントン号の攻撃が原因である可能性についても言及した。

### イギリスの再領有
1833年1月3日、イギリスがブリッグ・スループ艦の「クレイオー」をフォークランド諸島に派遣し、無血占領に成功した。イギリス海軍のビーグル号に乗ったチャールズ・ダーウィンが1833年3月1日から4月6日まで滞在した。
イギリスは再びこの島に国旗を掲げることに成功し、この後はイギリスの支配下におかれる。アルゼンチン当局は抗議の声明を出したが、聞き入られなかった。なお、この戦闘で勇敢に抵抗し、半年以上降伏しなかった囚人アントニオ・リベロ（ガウチョ・リベロ）は現在もアルゼンチンの国家的英雄となっている。また、1839年からはじまるウルグアイ内戦の最中にも、アルゼンチンとイギリスは再び戦火を交えることになった。この時は、1849年にイギリスがロサスへの敗北を認めて撤退したが、諸島の実効支配は確保した。
1843年にはスタンリーが開設され、1845年に行政府所在地となる。1860年代から1870年代にかけては、スコットランド人入植者により牧畜のための羊と牛が島に持ち込まれた。やがて牛の牧畜は廃れ、羊産業が主産業になる。
外洋航海が可能な蒸気艦船がイギリス海軍に普及すると、ポート・スタンリーは重要な給炭港となった。第一次世界大戦ではドイツ帝国海軍のマクシミリアン・フォン・シュペー中将旗下のドイツ艦隊がフォークランド諸島の襲撃を試みた（フォークランド沖海戦）。第二次世界大戦でも、ナチス・ドイツの装甲艦「アドミラル・グラーフ・シュペー」が南大西洋に進出してきたため、イギリス海軍は巡洋艦「カンバーランド」をフォークランド諸島からラ・プラタ川河口へ急行させた（ラ・プラタ沖海戦）。フォークランド諸島は2度の大戦を通じて補給基地として有効に機能することを実証し、その戦略的な重要性が確認された。
1982年4月には、内政に行き詰まったアルゼンチンの軍事政権がフォークランド諸島を占領、これに端を発してイギリスとアルゼンチンが同島で大規模な武力紛争を展開した（フォークランド紛争／マルビナス戦争）。イギリスは2ヶ月後に同島を奪還して勝利を収めたが、両国の国交が再開され、戦争状態が終結したのは1990年2月5日のことだった。この国交再開交渉でもフォークランド諸島の領有権問題は棚上げされ、この状態で現在に至っている。
2010年2月、フォークランド諸島の沖合でイギリスが行っている油田開発に対し、アルゼンチンのクリスティーナ・フェルナンデス・デ・キルチネル大統領はアルゼンチン海域で石油の盗掘を行っていると非難、アルゼンチンの許可のない船舶の通過は認めないと決定して2010年マルビナス（フォークランド）諸島外交危機が起きた。
イギリスの実効支配が続く同諸島の帰属をめぐって、2013年3月10日-11日に住民投票が行われた。投票登録者1649人中投票率92％で、投票者の99.8%がイギリスの帰属を望んだ。アルゼンチン政府は、アルゼンチン人住民がイギリス海軍に追放された後にイギリスから入植した住民による投票は無意味だとしている。

## 政治

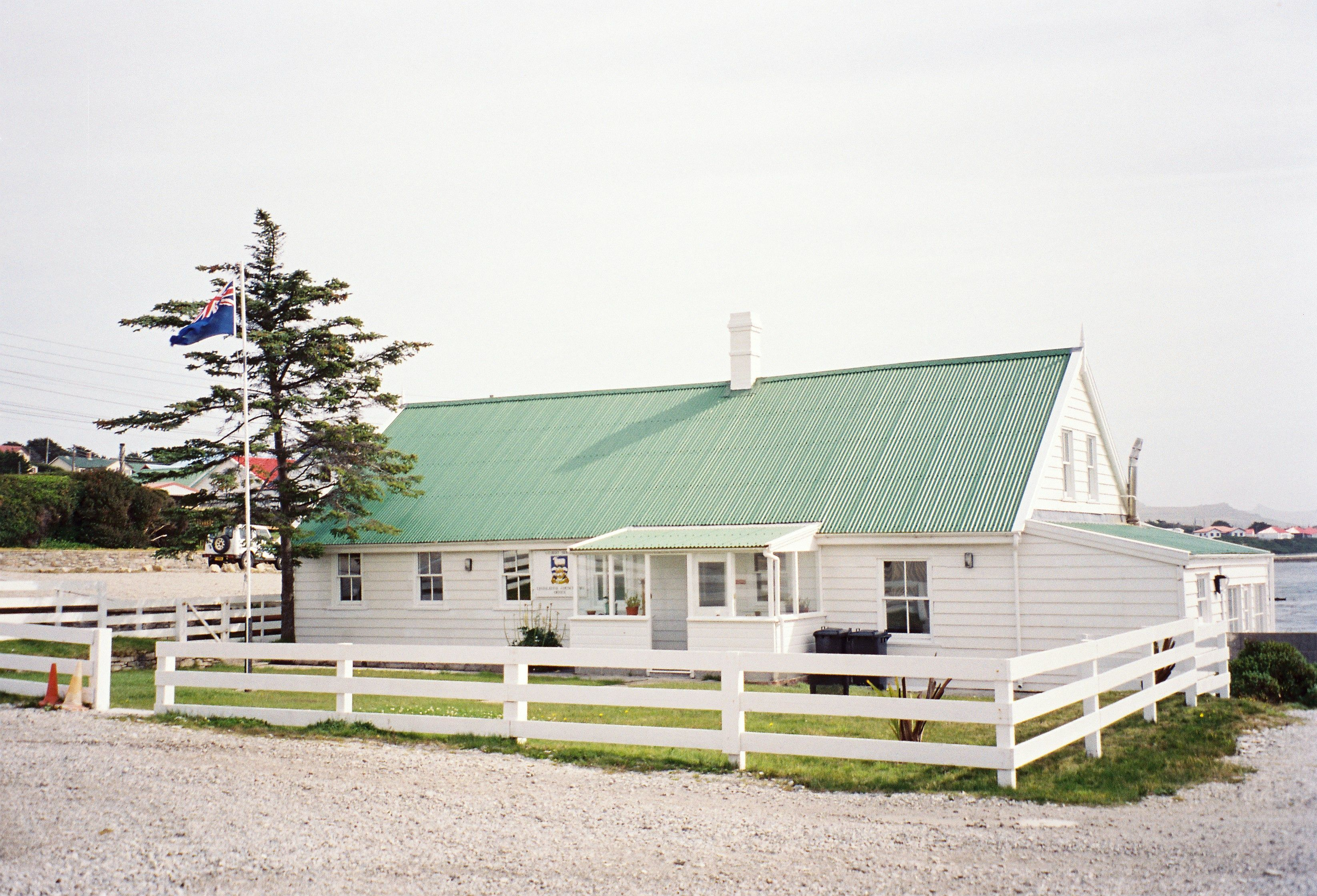
議会が開かれるギルバートハウス。北東よりの眺め。

国家元首はイギリス国王であり、総督が代行する。政府の長である行政長官は、議会で選出され、総督が任命する。
立法府としてフォークランド諸島立法会議があり、スタンリーにあるギルバートハウスにて開かれる。議長は2009年から務めるキース・ビルズ。議会は全11人からなっており、そのうち3人が特別職で、残り8人を選挙で選ぶ。選挙はスタンリーとキャンプの2つの地区で実施されており、スタンリーの5区とキャンプの3区の全8選挙区で行われる。なお、島に政党は存在しない。直近の選挙は2021年11月4日に執行された。
2009年にフォークランド諸島憲法が発効した。

## 地理
フォークランド諸島はアルゼンチン・パタゴニアから500km離れたアルゼンチン海上にあり、東フォークランド島と西フォークランド島の2つの大きな島、そして776の小さな島からなる。これら諸島の総面積は12,173 km2で、北アイルランドや日本の長野県と同じぐらいである。東フォークランド島と西フォークランド島にはそれぞれ山脈がある。最高峰は東フォークランド島にあるアスポーン山 (754m) で、スタンリーは東フォークランド島の東端にある。両島はフォークランド海峡で隔てられる。島のほとんどが不毛な荒地であるが、東フォークランド島の平坦な土地は羊の牧草地になっている。
海水温の低い南大西洋に囲まれているため、寒冷海洋性気候であり、冷涼で風が非常に強い。スタンリーの1月最高気温15度・最低気温7度、7月は最高5度・最低0度である。降水量は比較的少なく年間500mm程度であるが、毎月20日以上雨が降る。稀に雪が降り、しかも季節に関係なく降ることがある。

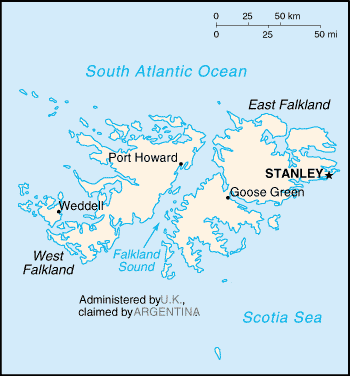
フォークランド諸島

主な島
- 東フォークランド島
- ウェッデル島
- ペプル島
- サンダース島
- ジェーソン諸島
- ビーバー島
- ニュー島
- 西フォークランド島
- ライブリー島
- スピードウェル島
- ジョージ島

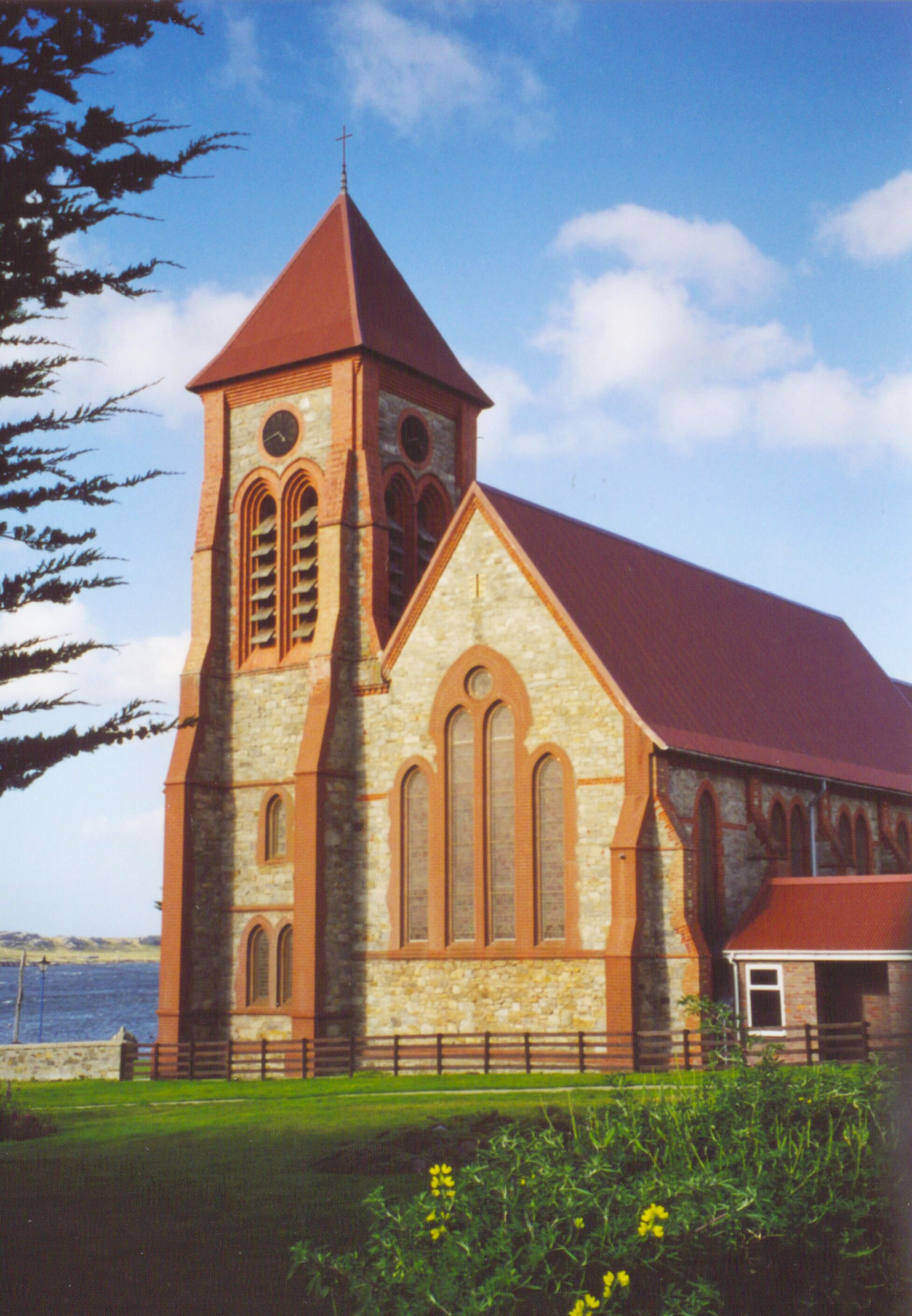
1903年に建設されたスタンリーのキリスト教会大聖堂
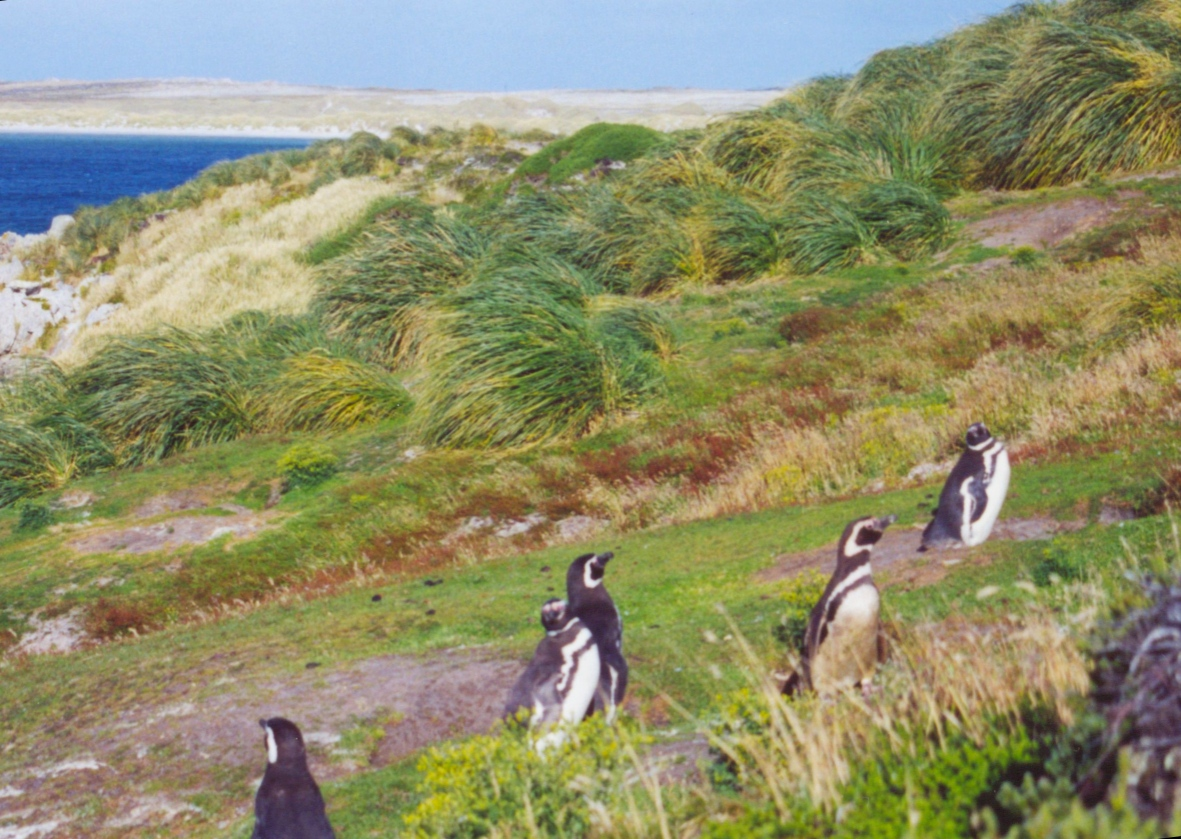
ジプシー入り江 (Gypsy Cove) に生息するペンギン
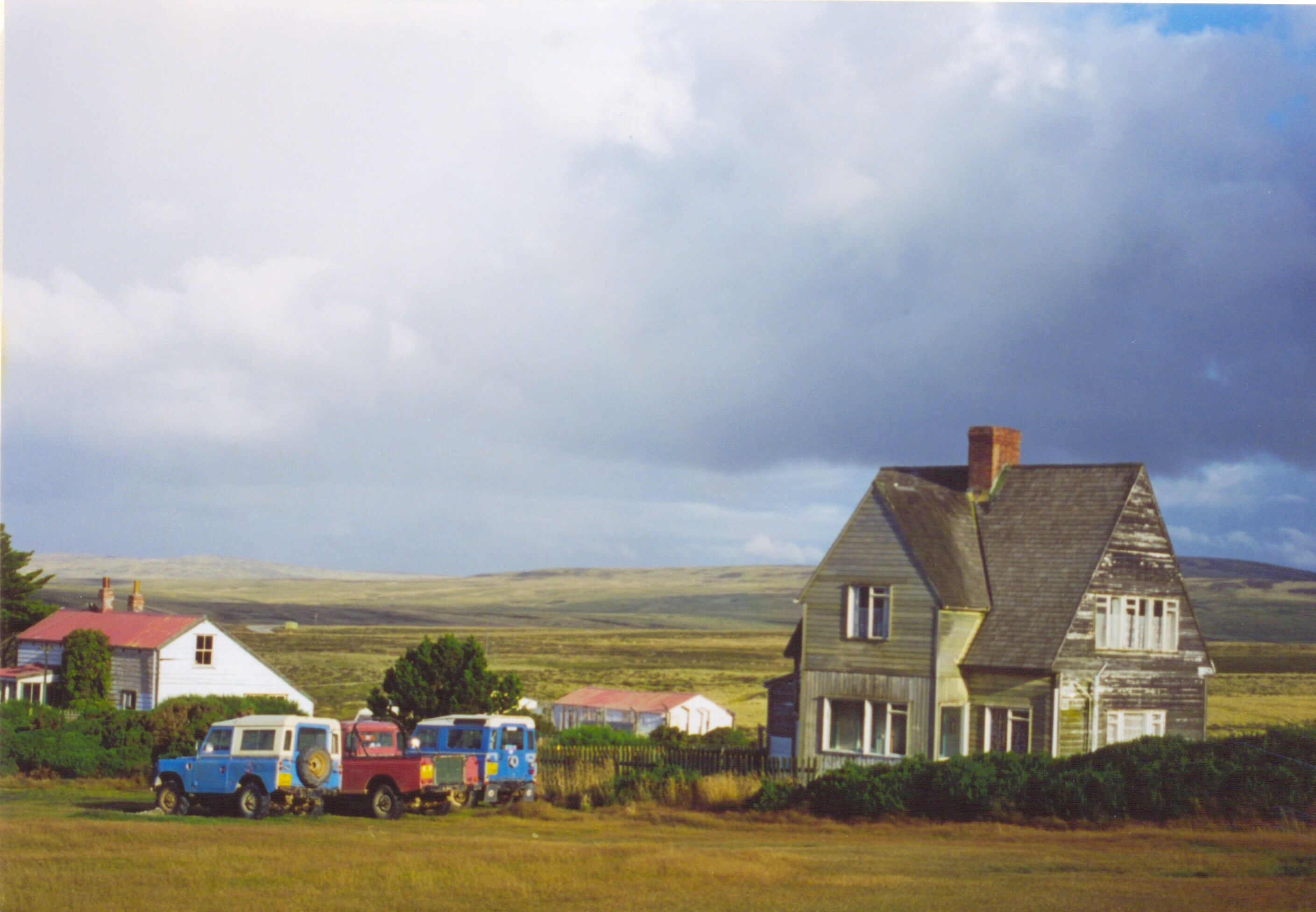
キャンプ (Camp) の農場

## 経済

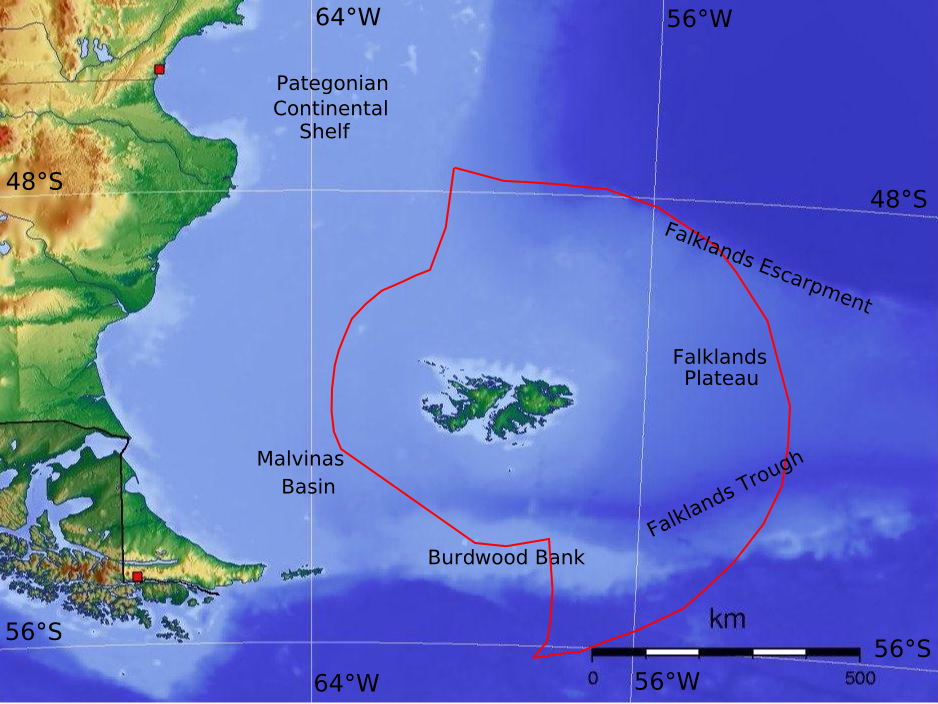
経済水域（イギリス）

フォークランド諸島の経済は、GDP(PPP)で世界229か国地域中222番目の規模であるが、一人当たりのGDP(PPP)では96,962ドルで世界第4位にランクされている。2016年の失業率は1％ 、2014年のインフレ率は1.4％である。2010年のデータに基づくと、島の人間開発指数は0.874と高く、ジニ係数は中程度である。
かつてアザラシ猟や捕鯨も行っていたが中止され、その後は主に羊の放牧で、羊毛は代表的な輸出品の1つである。19世紀にスコットランド人らイギリス人入植者らが島で羊産業を始めて以来、羊の数は現在約60万匹近くおり、フォークランド諸島の人口より多い。羊産業は島の代表な産業だが、近年の主力は漁業にとって代わっている。
フォークランド紛争後、1984年にイギリス政府の支援を受けて設立された開発会社 (Falkland Islands Development Corporation) は人口増加のため、経済を活性化させ、独自性を生かし農業、漁場、観光業を発展させた。道路、教育機関、医療施設もこの時期に整備された。羊毛価格の下落は、多くの島民が従事する牧羊共同体の生活水準に影響を及ぼし、大量の失業者と島民の移住が危ぶまれた。これを免れたのは、領内で油田存在の可能性が判明したからである。
1987年から国外への漁業権の販売によって、財政上の問題を解決して来た。1990年代は2000万から2500万ポンドの収益をあげ、近年では年間で1200万から1500万ポンドと売上高を伸ばした。年間漁獲高200,000トンの75%はイカである。
アルゼンチンとイギリスの間で海底下の石油資源に関する協定が結ばれたが、2007年に破棄された。2010年にBHPビリトン（現在のBHPグループ）が調査を許可された。それは2010年2月から始められ、2か月後にはフォークランド諸島北部海域で石油を発見した。同月、アルゼンチンの外務相はいかなる合法的な措置も辞さないと警告を出した。その後、南部海域でも石油が発見されている。

## 交通

### 航空

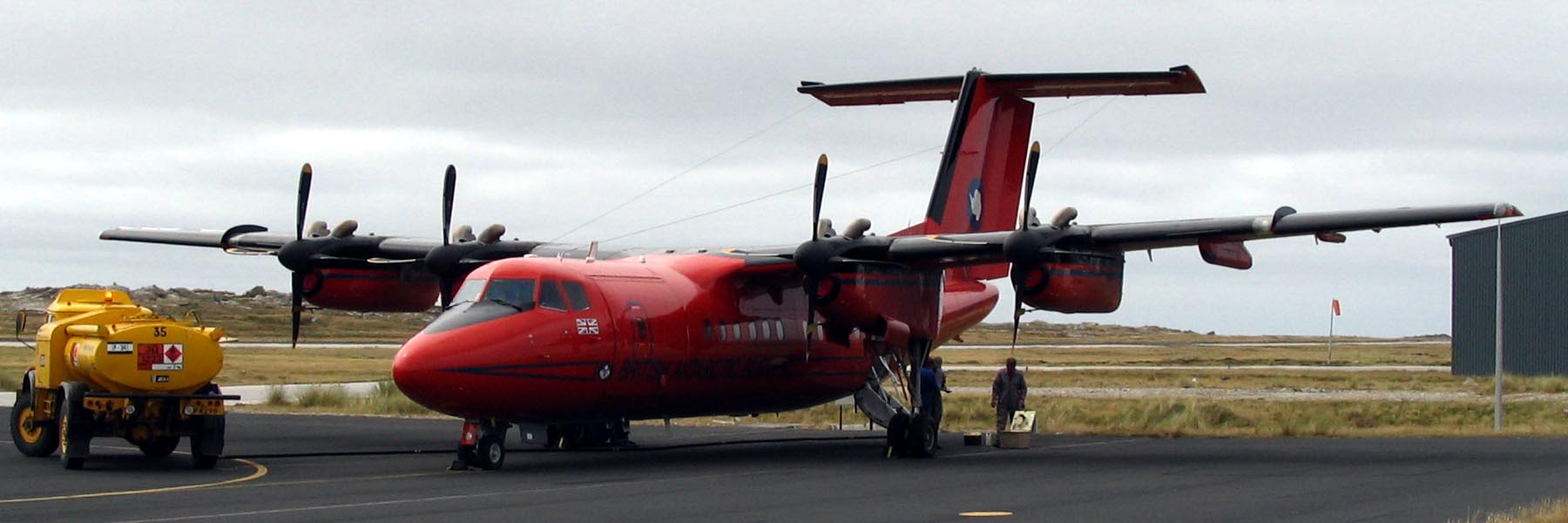
スタンリーに着陸したイギリス南極局のDHC-7

フォークランド諸島には舗装滑走路をもつ空港が2つある。その1つはマウント・プレザント空軍基地 (RAF Mount Pleasant) で、主要都市であるスタンリーから西へ約48kmの位置にあり、イギリス空軍の基地ではあるものの主に国際空港として利用されている。空軍の飛行隊はトライスターを装備し、燃料補給のためアセンション・アイランド空軍基地 (RAF Ascension Island) を経由してイギリス本国のブライズ・ノートン空軍基地 (RAF Brize Norton) へと向かう。また、必要に応じてチャーター機に使われることもある。
過去はセーシェル航空のボーイング767で運航していた。同じイギリスの海外領土であるセントヘレナ島を通じて、ブリティッシュ・エアウェイズの協力を得たアトランティックスター航空が、同空港を起点にアセンション基地と同基地を結ぶ計画がある。
ポート・スタンリー空港は郊外にある小さな空港で、フォークランド諸島では民用で唯一アスファルトで舗装された滑走路をもち、諸島内への飛行に使用されている。事前に協議された上でフライトスケジュールを決めるフォークランド諸島政府航空のアイランダーが運航されている。イギリス南極局はロゼラ基地を始めとするイギリス領南極地域の観測基地とフォークランド諸島を結ぶためDHC-7を使用している。

### 自動車
自動車の通行区分はイギリス本土と同じ左側通行である。高速道路はない。南アメリカでは他にガイアナとスリナムが左側通行を採用している。

## 住民
島の住民はイギリスから来たイギリス系白人の入植者がほとんどを占める。
フォークランド諸島の領有権をめぐって、紛争後もイギリスとアルゼンチンの間には不穏な空気が流れており、多くの島民は現状維持を覚悟している。
公用語は英語。
宗教はイングランド国教会が55%で、その他のプロテスタントが28%を占める。

## スポーツ

### サッカー
フォークランド諸島では、イギリス本土と同様にサッカーが最も人気のスポーツとなっており、1916年にはフォークランド諸島サッカーリーグが創設されている。サッカーフォークランド諸島代表は、国際サッカー連盟（FIFA）に加盟していないためFIFAワールドカップに参加する事は出来ない。国際アイランドゲームズ協会が主催しているアイランドゲームズでは、2013年大会で3位の成績を収めた。

### クリケット
クリケットも人気スポーツである。クリケットがフォークランド諸島で最初に言及されたのは1920年代から1930年代である。フォークランド諸島クリケット協会は2002年に国際クリケット評議会に加盟した。フォークランド諸島は、2010年6月にメキシコで開催されたICCアメリカズ・チャンピオンシップ・ディビジョン4に出場し、初めて大きな国際トーナメントを経験した。歴史的な開幕戦ではキャプテンのエリオット・テイルフォースがハットトリックを達成し、コスタリカに勝利を収めた。